# Miguel Ángel Jiménez
Miguel Ángel Jiménez Rodríguez (Churriana, 5 januari 1964) is een Spaanse golfer.

## Golfcarrière
Jiménez werd in 1982 golfprofessional. Hij behaalde 21 overwinningen op de Europese Tour en hij speelde tweemaal mee met de Ryder Cup en tweemaal in de Alfred Dunhill Cup. In 2007 was hij de beste Spaanse speler.
In 1988 won Jiménez het Allianz Open de Lyon, zijn eerste wedstrijd op de Challenge Tour. Eind van dat jaar kwalificeerde hij zich via de Qualifying School in La Manga voor de Europese Tour, en eindigde aan het einde van dat eerste seizoen op de 25ste plaats van de Europese Order of Merit.
In 1992 behaalde Jiménez zijn eerste overwinning op de Europese Tour bij het Piaget Open in België. Dat bracht hem op de 14de plaats in de Europese Order of Merit. In 1994 won hij het Heineken Dutch Open. De 5de plaats op de Order of Merit bezorgde hem uitnodigingen voor de drie masters in de Verenigde Staten. 
In 1998 won hij het Turespaña Masters en de Trophée Lancôme, waardoor hij naar de 4de plaats op de Order of Merit steeg. In 1999 won hij weer het Turespaña Masters, maar werd ook de eerste Spanjaard om de Volvo Masters op de Valderrama Golf Club te winnen. Hij deed mee aan de Ryder Cup en hielp Spanje de Dunhill Cup te winnen. Dit bracht hem op de Internationale Order of Merit op de 21ste plaats.
De daaropvolgende jaren speelde Jiménez deels in Europa, deels in de Verenigde Staten, waarbij hij genoeg verdiende om beide Tourkaarten te behouden, ofschoon er geen overwinningen bijzaten. In 2004 kwam daar verandering in; Jiménez won de Johnnie Walker Classic, het Algarve Open de Portugal, het BMW Asian Open en het BMW International Open en eindigde op de 4de plaats van de Order of Merit. In 2005 won hij het Hong Kong Open en het Wales Open.
In 2006 speelde Jiménez met Gonzalo Fernández-Castaño in de World Cup op Barbados. Ook werd hij 5de in het Abu Dhabi Golf Championship. In 2007 deed hij aan 15 toernooien van de Europese Tour mee, won het UBS Hong Kong Open en eindigde zeven keer in de top 10. In 2008 won Jiménez het BMW PGA Championship op Wentworth en werd hij onder andere tweede op het Zwitsers Open.
In 2014 speelde Jiménez als rookie een toernooi op de Amerikaanse Champions Tour en won het Greater Gwinnett Championship met twee slagen voorsprong op Bernhard Langer.

### Records

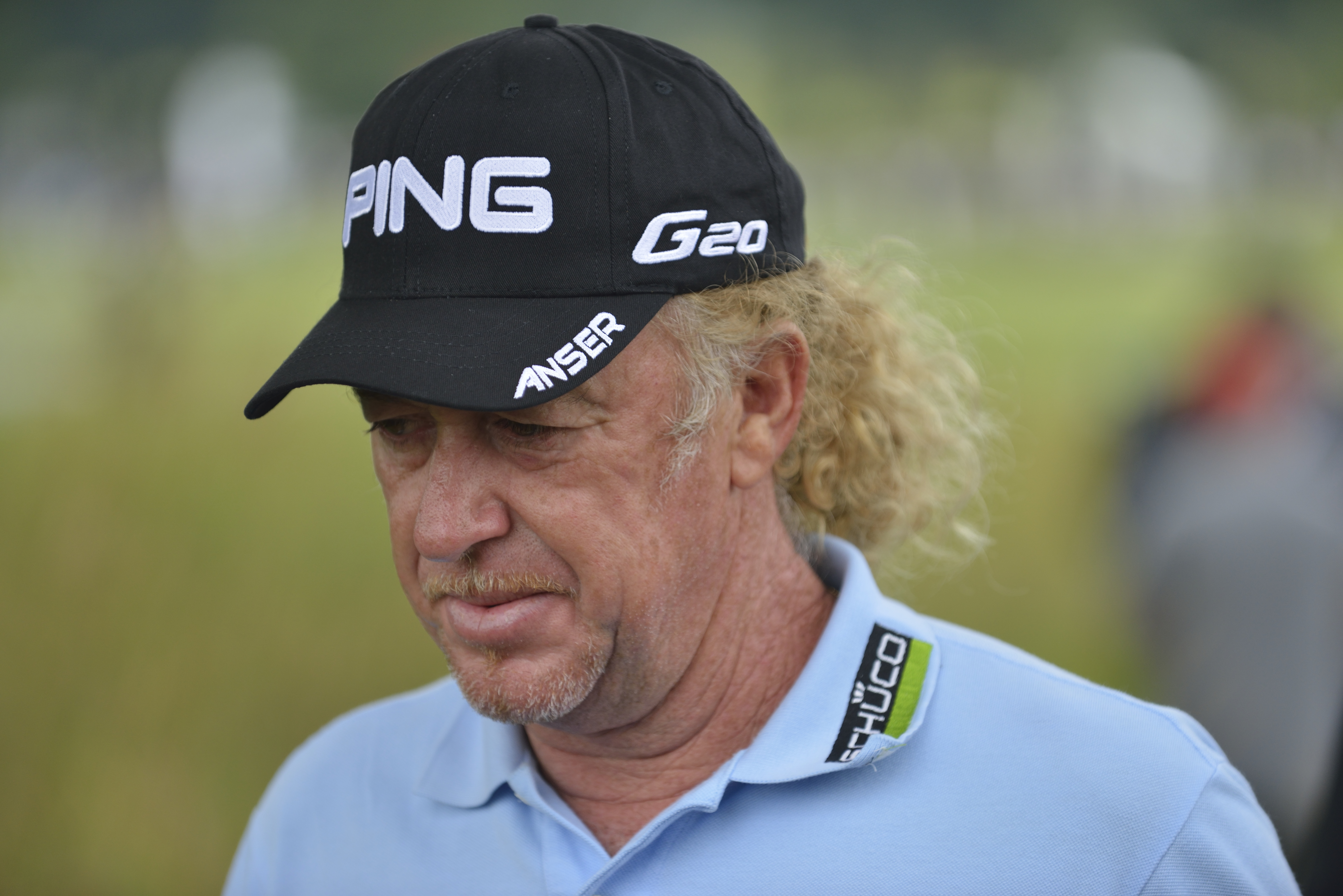

Toen Jiménez in 2012 voor de derde keer het Hong Kong Open won, werd hij de oudste winnaar van de Europese Tour met 48 jaar en 318 dagen, Het record stond sinds 2001 op naam van Des Smyth. In december 2013 won hij opnieuw het Hong Kong Open en was hij met 49 jaar wederom de oudste speler die ooit een toernooi op de Europese Tour won. Op 50-jarige leeftijd won Jiménez het Spaans Open en verlengde hij zijn record als oudste winnaar op de Europese Tour.  
De 50-jarige Jiménez eindigde op de 4de plaats bij de Masters, en behaalde zijn eerste overwinning op de Champions Tour. Hij was de derde speler ooit die tijdens zijn eerste toernooi op de Champions Tour vanaf de eerste ronde aan de leiding stond en het toernooi won.  
In mei 2015 verbeterde Jiménez het record van Colin Montgomerie die negen keer een hole-in-one had gemaakt op de Europese Tour. Jiménez maakte er tien in het BMW PGA Championship op de Wentworth Club.

### Gewonnen

#### Challenge Tour
- 1988: Allianz Open de Lyon

#### Europese Tour
- 1992: Piaget Open
- 1994: Heineken Dutch Open
- 1998: Turespaña Masters, Trophée Lancôme
- 1999: Turespaña Masters, Andalucia Masters
- 2003: Turespaña Mallorca Classic
- 2004: Johnnie Walker Classic, Algarve Open de Portugal, BMW Asian Open, BMW International Open, Omega Hong Kong Open
- 2005: Wales Open
- 2007: UBS Hong Kong Open
- 2008: BMW PGA Championship
- 2010: Dubai Desert Classic, Alstom Open de France, Omega European Masters
- 2012: UBS Hong Kong Open
- 2013: Hong Kong Open
- 2014: Spaans Open

#### Champions Tour
- 2014: Greater Gwinnett Championship
- 2015: Mitsubishi Electric Championship at Hualalai

#### Elders
- 1988: Open de L'inforatique (Frankrijk)
- 1999: Oki Telepizza - Olivia Nova (Spanje), PGA Kampioenschap (Spanje)
- 2002: PGA Kampioenschap (Spanje)
- 2003: Peugeot Tour de España, PGA Kampioenschap (Spanje), Order of Merit van de Peugeot Tour de España
- 2006: PGA Kampioenschap (Spanje)

### Teams
- Benson & Hedges Trophy: 1989 (met Xonia Wunsch-Ruiz)
- Ryder Cup (namens Europa): 1997 (vice-captain), 1999, 2004 (winnaars), 2008, 2012 (vice-captain)
- Alfred Dunhill Cup (namens Spanje): 1990, 1992, 1993, 1994, 1995, 1996, 1997, 1998, 1999 (winnaars), 2000 (winnaars)
- World Cup (namens Spanje): 1990, 1992, 1993, 1994, 2000, 2001, 2003, 2004, 2005, 2007, 2008, 2011, 2013
- Seve Trophy (namens Continentaal Europa): 2000 (winnaars), 2002, 2003, 2005, 2007, 2009, 2011, 2013 (winnaars)